# 小塞恩島

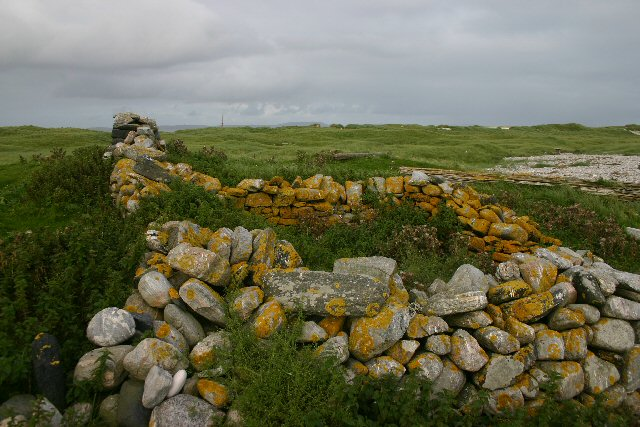

小塞恩島是蘇格蘭的島嶼，位於北尤伊斯特島以西的大西洋海域，屬於特里什尼什群島的一部分，面積1.54平方公里，最高點海拔高度19米，島上無人居住。
57°31.5′N 7°39′W / 57.5250°N 7.650°W